# 푸아 알메이다
푸아 알메이다(Pua Almeida, 1922년 ~ 1974년)는 하와이의 스틸 기타리스트이다.
부친과는 대조적인 연주자·가수로서 유명했다. 특히 기타 연주의 경우는 재즈적인 수법을 사용하여 현대적인 감각을 나타냈다. 호놀룰루에서 태어났으며 어려서부터 숙부(조니)의 양자가 되어 양아버지인 조니로부터 음악의 초보를 배웠다. 1940년에는 10명 편성의 하와이언 오케스트라를 조직하여 프로로서 본격적으로 출발, 1956년경부터 두각을 나타내게 되었다. 스윙한 비트와 모던 터치에 놀라운 솜씨를 보여 레코드의 취입이 매우 많았다. 그는 철저한 무지션으로서 작품은 아내인 레이라니를 사모하면서 자곡하였다는 <아일랜드 랑데뷰>뿐이다.
심장마비로 1974년 사망했다.